# Robinson R66
Robinson R66 — легкий багатоцільовий п'ятимісний комерційний вертоліт виробництва компанії Robinson Helicopter, США.
Вертоліт був розроблений у 2000-ті роки. Здійснив перший політ 7 листопада 2007 року. Robinson R66 Turbine - однотурбінний вертоліт, спроектований і випускається американською компанією Robinson Helicopter Company. П'ятимісний вертоліт з окремим вантажним (багажним) відсіком, оснащений турбувальним двигуном Rolls-Royce RR300 (або Rolls-Royce RR250-С300/A1). Вертоліт R66 отримав сертифікат Федерального управління цивільної авіації (FAA) США 25 жовтня 2010 року. Постачання розпочалося у листопаді 2010 року. Станом на липень 2020 року поставлено 1000 од. R66.

## Аварії та катастрофи
1. 18 квітня 2016 року на острові Білий (Карське море) зазнав аварії R66 RA-06233 під час другої гелікоптерної експедиції у пошуках шхуни «Свята Анна», загинули 3 людини.
2. 12 лютого 2017 року Robinson R66 розбився у Алтайському краї над Телецьким озером, 5 загиблих.
3. 30 листопада 2019 У Краснодарському краї в районі села Абрау-Дюрсо розбився приватний вертоліт Robinson R66. Внаслідок катастрофи загинув пілот.
4. 27 листопада 2022 в Тверській області розбився вертоліт Robinson R66, пілот та пасажир загинули.
5. 21 червня 2024 гелікпотер зазнав катастрофи в амурській області, пілот та троє пасажирів загинули[1].